# Żołądź (kolor w kartach)

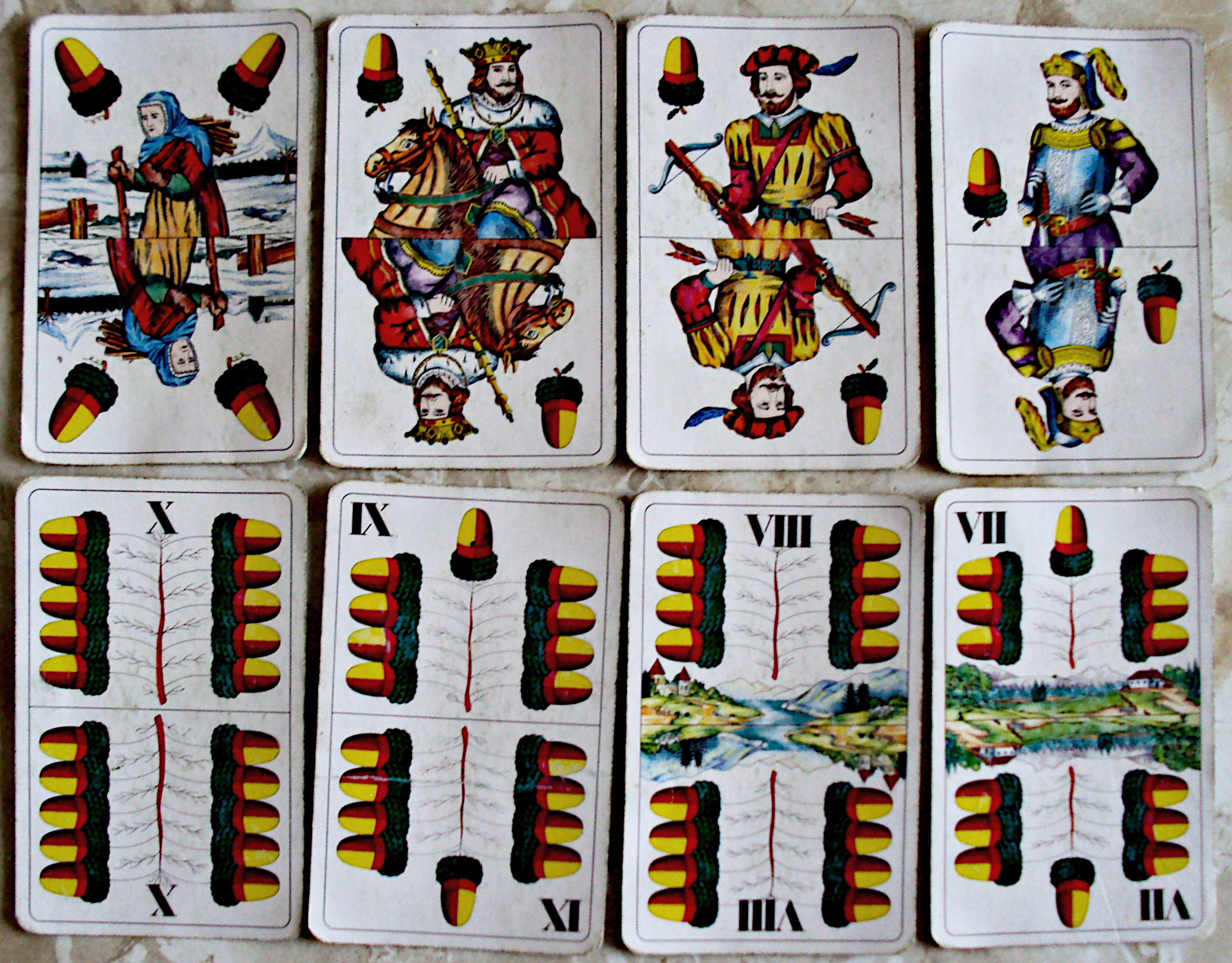
Żołędzie z talii Cztery pory roku

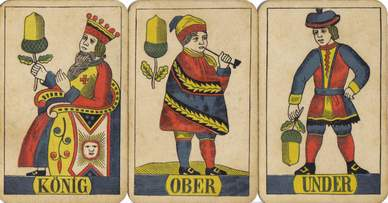
Żołędzie z talii o wzorze szwajcarskim

 Żołądź, krojc (niem. Eichel) – jeden z czterech kolorów w kartach wzoru niemieckiego i szwajcarskiego, którego odpowiednikiem w kartach francuskich jest trefl. 
Żołądź jest najstarszym kolorem w skacie i drużbarcie oraz w kilku grach niemieckich.